# American Airlines

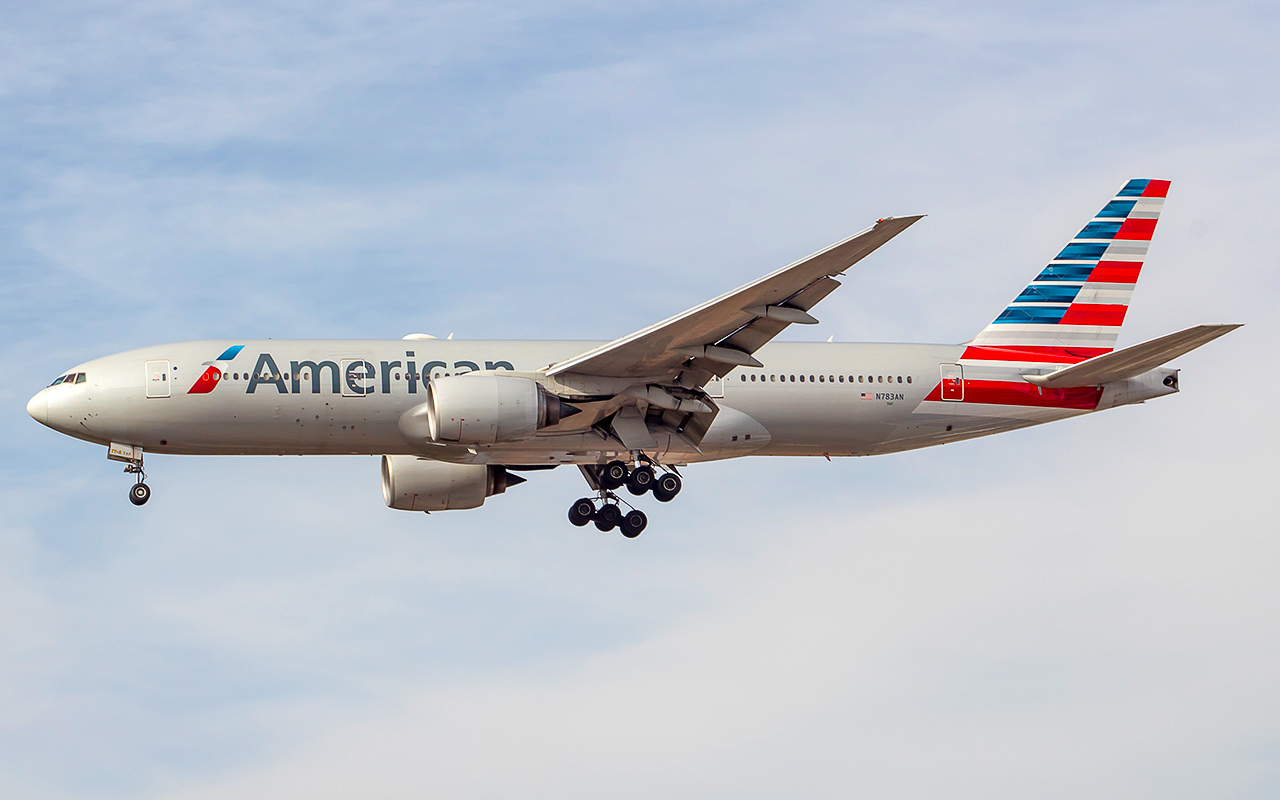
Foto do Boeing 777-223ER N783AN da American Airlines no Aeroporto Internacional de São Paulo/Guarulhos no Brasil

A American Airlines é uma companhia aérea americana sediada em Fort Worth, Texas. É a maior companhia aérea do mundo por passageiros transportados, quantidade de aeronaves e receitas, sendo a segunda maior pelo número de destinos, somente atrás da United Airlines. Ele opera a partir de seus hubs nos aeroportos de Dallas, Charlotte, Los Angeles, Nova York (JFK e LaGuardia), Miami, Chicago, Filadélfia, Phoenix e Washington, enquanto a sua base de manutenção principal está em Tulsa, Oklahoma. A empresa também tem uma presença significativa em Boston, Londres e San Francisco. Em janeiro de 2019, inaugurou seu primeiro hangar de manutenção de aeronaves na cidade de Guarulhos (GRU), São Paulo, Brasil – onde também mantém voos regulares ao lado do Galeão, no Rio de Janeiro – fora dos Estados Unidos. A companhia aérea concorre principalmente com a Delta Air Lines, United e Southwest Airlines.
A empresa é um dos membros fundadores da Oneworld, e tem alianças codeshare com a British Airways, Finnair e Iberia no mercado transatlântico e com a Japan Airlines no mercado transpacífico. As rotas regionais são operadas por subsidiárias sob a marca da American Eagle. A antiga controladora da American Airlines, a AMR Corporation, anunciou planos de fundir-se com a US Airways, criando a maior companhia aérea do mundo. A AMR e a US Airways concluíram a incorporação em 9 de dezembro de 2013 e as duas companhias aéreas receberam um único certificado de companhia aérea em 8 de abril de 2015.
Em 2022, a empresa ocupou a 114ª posição entre as 500 maiores empresas dos Estados Unidos segundo a Fortune.

## História

### Início

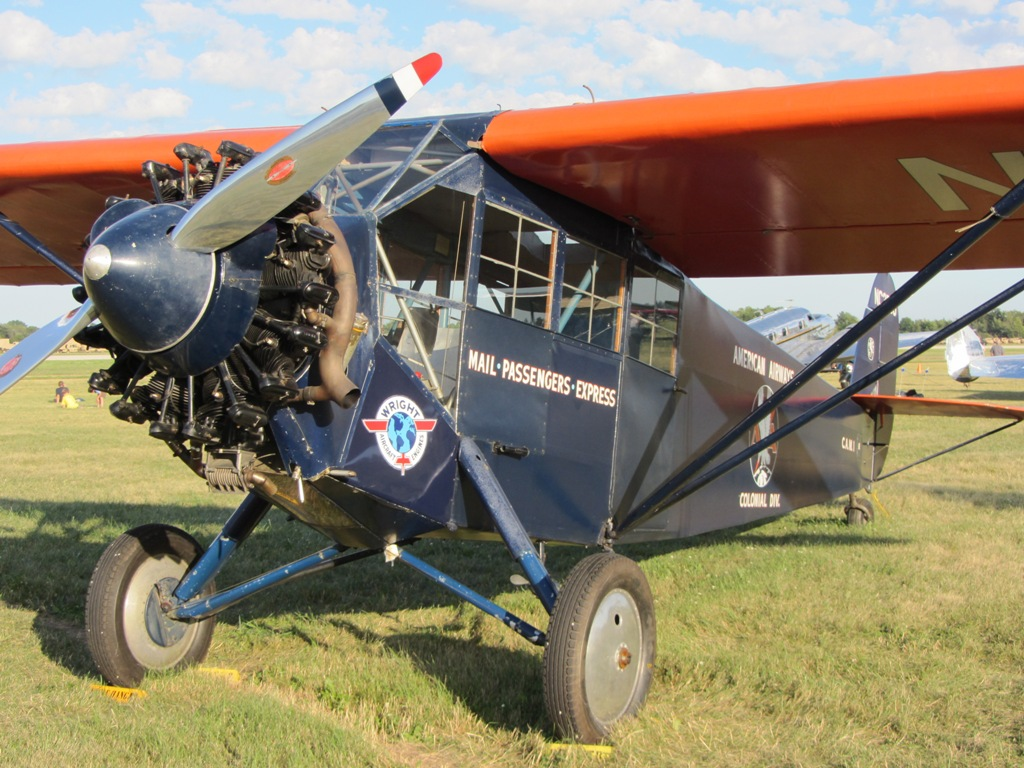
Um Fairchild FC-2 operado pela American em 1927

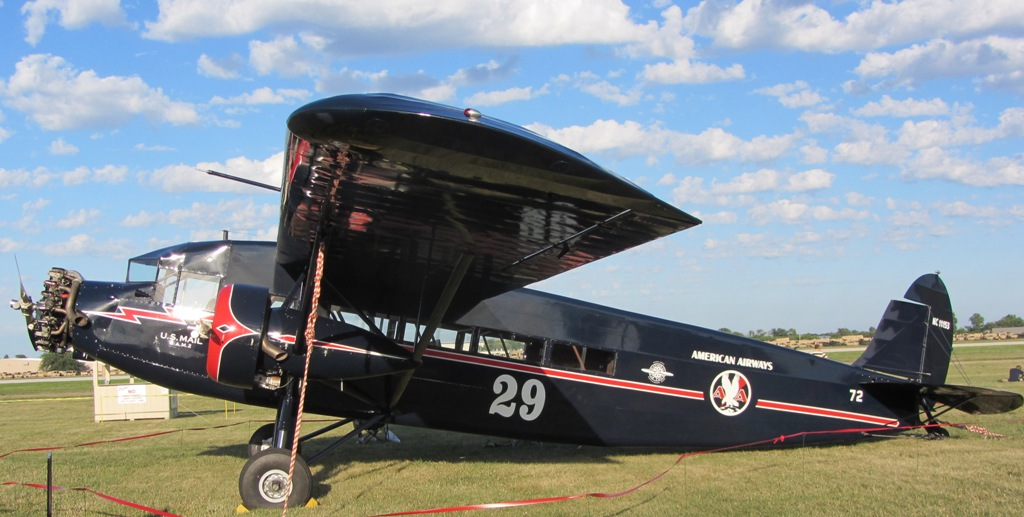
Um Stinson Trimotor, primeira aeronave operada pela American

Um Douglas DC-3 da American, aeronave que foi projetada pela Douglas em conjunto com a companhia.

A American Airlines foi desenvolvida por um grupo de 82 pequenas companhias aéreas por meio de aquisições em 1930 e reorganizações. Inicialmente, a American Airways era uma marca comum por uma série de transportadores independentes. Estes incluíam a Southern Air Transport no Texas, a Southern Air Fast Express (SAFE) no oeste, a Universal Aviation também no oeste, a Thompson Aeronautical Services e a Colonial Air Transport no nordeste. Como muitas companhia daquela época, a American ganhou notoriedade transportando cartas. Em 1933, a American Airways operava em 72 cidades, principalmente no nordeste, centro-oeste e sudoeste dos Estados Unidos.
Em 1934, a American Airways foi adquirida por Errett Lobban Cord, que renomeou a companhia como "American Air Lines". Cord contratou o empresário CR Smith para dirigir a companhia. Smith trabalhou em conjunto com a Douglas para desenvolver o Douglas DC-3, em que a American foi a companhia lançadora da aeronave, em 1936. Com o DC-3, a American tornou-se a primeira companhia aérea a ser capaz de operar uma rota que poderia ganhar lucros unicamente com o transporte de passageiros, sendo que as outras operadoras não poderiam ganhar lucros sem transporte de cartas. Com o DC-3, a American começou a apelidar suas aeronaves de "Flagships" e instituiu o Admirals Club para os passageiros valorizados.

### Ataques 11 de Setembro de 2001
A empresa teve duas de suas aeronaves envolvidas nos atentados, o voo 11 da American Airlines e o voo 77 da American Airlines. O voo 11, sequestrado por Mohamed Atta, colidiu contra a Torre Norte do World Trade Center e o voo 77, sequestrado por Hani Hanjour, que bateu em uma das faixas do Pentágono.

### Pedido de concordata
Em 29 de novembro de 2011, a dona da empresa pediu concordata em Nova York. A American Eagle e todas as subsidiárias da American Airlines também foram afetadas. A empresa assegurou também que irá honrar todas as reservas e passagens.

## AAirpass
Em 1981, a companhia aérea, criou um programa de viagens aérea ilimitadas para passageiros frequentes. Os titulares do passe foram oferecidos a termos de cinco anos ou vitalício. O programa inicialmente permitia aos titulares do passe viagens ilimitadas de primeira classe em qualquer um dos voos da companhia aérea em todo o mundo. A associação vitalícia inicialmente custava US$ 250.000 (equivalente a 711.658 de dólares estadunidenses em 2020), com a opção de comprar um passe de acompanhante por um adicional de US$ 150.000 (equivalente a aproximadamente US$426,994,80 em 2020). O programa foi finalizado pois estava dando prejuízo à empresa, porém, os AAirpasses ilimitados existentes permanecem válidos.[carece de fontes?]

## Novo logotipo e fusão com US Airways
American Airlines e a US Airways anunciaram que seus conselhos de administração votaram a favor da fusão das duas empresas, criando a maior companhia aérea do mundo. O acordo ocorre mais de 14 meses depois de a American Airlines entrar em recuperação judicial, em novembro de 2011. Os credores da American ficaram com 72% da nova companhia, e os 28% restantes foram para as mãos da US Airways. As companhias anunciaram hoje em comunicado que esperam, com a nova empresa, uma receita superior a US$ 1 bilhão em 2015.

## Frota
Em dezembro de 2021 a frota da empresa era composta por:
| Modelo           | Em Serviço | Ordens | Passageiros | Passageiros | Passageiros | Passageiros | Passageiros | Passageiros | Observações                                                        |
| Modelo           | Em Serviço | Ordens | F           | B           | E+          | M+          | M           | Total       | Observações                                                        |
| ---------------- | ---------- | ------ | ----------- | ----------- | ----------- | ----------- | ----------- | ----------- | ------------------------------------------------------------------ |
| Airbus A319-100  | 133        | —      | 8           | —           | —           | 24          | 96          | 128         | Maior operador.                                                    |
| Airbus A320-200  | 48         | —      | 12          | —           | —           | 18          | 120         | 150         |                                                                    |
| Airbus A321-200  | 218        | —      | 10          | 20          | —           | 36          | 36          | 102         | Configuração para serviço transcontinental.                        |
| Airbus A321-200  | 218        | —      | 20          | —           | —           | 35          | 135         | 190         | Convertidos para a configuração de 190 lugares.                    |
| Airbus A321neo   | 43         | 27     | 20          | —           | —           | 47          | 129         | 196         |                                                                    |
| Airbus A321XLR   | —          | 50     | TBA         | TBA         | TBA         | TBA         | TBA         | TBA         | Para ser entregue entre 2023 e 2025.                               |
| Boeing 737-800   | 226        | —      | 16          | —           | —           | 30          | 126         | 172         |                                                                    |
| Boeing 737 MAX 8 | 42         | 58     | 16          | —           | —           | 30          | 126         | 172         |                                                                    |
| Boeing 777-200ER | 47         | —      | —           | 37          | 24          | 66          | 146         | 273         | Aeronave mais antiga a ser substituída pelo Boeing 787-9 até 2023. |
| Boeing 777-300ER | 20         | —      | 8           | 52          | 28          | 28          | 188         | 304         |                                                                    |
| Boeing 787-8     | 24         | 13     | —           | 20          | 28          | 48          | 143         | 239         |                                                                    |
| Boeing 787-9     | 22         | 30     | —           | 30          | 21          | 24          | 200         | 285         | Substituindo o Boeing 777-200ER mais antigo.                       |
| Total            | 863        | 178    |             |             |             |             |             |             |                                                                    |

Em setembro de 2021
| Empresa           | Código IATA | Código ICAO | Indicativo de Chamada | Modelo             | Frota | Ordens | Passageiros | Passageiros | Passageiros | Passageiros | Parceiro                  |
| Empresa           | Código IATA | Código ICAO | Indicativo de Chamada | Modelo             | Frota | Ordens | F           | Y+          | Y           | Total       | Parceiro                  |
| ----------------- | ----------- | ----------- | --------------------- | ------------------ | ----- | ------ | ----------- | ----------- | ----------- | ----------- | ------------------------- |
| Envoy Air         | MQ          | ENY         | Envoy                 | Embraer ERJ-145    | 57    | –      | –           | –           | 50          | 50          | American Airlines Group   |
| Envoy Air         | MQ          | ENY         | Envoy                 | Embraer E175       | 98    | -      | 12          | 20          | 44          | 76          | American Airlines Group   |
| Envoy Air         | MQ          | ENY         | Envoy                 | Embraer E170       | 3     | 4      | 12          | 20          | 34          | 66          | American Airlines Group   |
| Mesa Airlines     | YV          | ASH         | Air Shuttle           | Bombardier CRJ-900 | 57    | –      | 9           | –           | 70          | 79          | Mesa Air Group            |
| Mesa Airlines     | YV          | ASH         | Air Shuttle           | Bombardier CRJ-900 | 57    | –      | 9           | –           | 67          | 76          | Mesa Air Group            |
| Mesa Airlines     | YV          | ASH         | Air Shuttle           | Bombardier CRJ-900 | 57    | –      | 12          | –           | 67          | 79          | Mesa Air Group            |
| Piedmont Airlines | PT          | PDT         | Piedmont              | Embraer ERJ-145    | 57    | –      | –           | –           | 50          | 50          | American Airlines Group   |
| PSA Airlines      | OH          | JIA         | Blue Streak           | Bombardier CRJ-700 | 61    | –      | 9           | 8           | 46          | 63          | American Airlines Group   |
| PSA Airlines      | OH          | JIA         | Blue Streak           | Bombardier CRJ-900 | 69    | –      | 12          | 32          | 32          | 76          | American Airlines Group   |
| Republic Airways  | YX          | RPA         | Brickyard             | Embraer E175       | 91    | –      | 12          | 20          | 44          | 76          | Republic Airways Holdings |
| Republic Airways  | YX          | RPA         | Brickyard             | Embraer E170       | 7     | 9      | 12          | 20          | 34          | 66          | Republic Airways Holdings |
| SkyWest Airlines  | OO          | SKW         | SkyWest               | Bombardier CRJ-700 | 79    | 11     | 9           | 16          | 40          | 65          | SkyWest, Inc.             |
| SkyWest Airlines  | OO          | SKW         | SkyWest               | Embraer E175       | 1     | 19     | 12          | 20          | 44          | 76          | SkyWest, Inc.             |
|                   |             |             |                       | Total              | 580   | 43     |             |             |             |             |                           |

## Acidentes e incidentes

### Década de 1950
- Voo American Airlines 6780 - 22 de janeiro de 1952 - caiu em Elizabeth, Nova Jersei
- Voo American Airlines 2 - 4 de julho de 1952 - caiu no rio Missouri
- Voo American Airlines 723 - 16 de setembro de 1953
- Voo American Airlines 711 - 20 de março de 1955

### Década de 1960
- Voo American Airlines 1 - 1 de março de 1962
- Voo American Airlines 383 - 8 de novembro de 1965

### Década de 1970
- Voo American Airlines 191 - 25 de maio de 1979 - Caiu em Chicago segundos depois de ter decolado.

### Década de 1990
- Voo American Eagle 4184 - 31 de outubro de 1994 - caiu em Roselawn antes de aterrissar em Chicago.
- Voo American Airlines 965 - 20 de dezembro de 1995 - caiu quando em aproximação para pouso em Cali, na Colômbia
- Voo American Airlines 124 - 24 de setembro de 1996 - caiu em uma floresta tropical na Colombia
- Voo American Airlines 1420 - 1 de junho de 1999 - derrapou na aterrissagem no aeroporto de Little Rock, Arkansas

### Década de 2000
- Voo American Airlines 11 - 11 de setembro de 2001 - se chocou contra a Torre Norte do World Trade Center.
- Voo American Airlines 77 - 11 de setembro de 2001 - se chocou contra o Pentágono.
- Voo American Airlines 587 - 12 de novembro de 2001 - caiu em Belle Harbor, Queens.
- Voo American Airlines 997 - 10 de junho de 2009 - um carregador de bagagem morreu.
- Voo American Airlines 331 - 22 de dezembro de 2009 - se partiu ao meio ao pousar na Jamaica, saindo de Miami.

### Década de 2010
- Voo American Airlines 383 - 28 de outubro de 2016 - pegou fogo antes de decolar em Chicago
- Voo American Airlines 4125 - 12 de Novembro de 2019 - devido a nevasca, o Embraer ERJ-145 derrapou da pista do Aeroporto de Chicago, e parou no campo entre a pista e as taxiways. Um passageiro filmou todo o desenrolar da cena

### Década de 2020
- Voo 5342 da American Eagle - 29 de janeiro de 2025 - colidiu com um helicóptero Sikorsky UH-60 Black Hawk do Exército dos Estados Unidos na aproximação final ao Aeroporto Nacional Ronald Reagan. O Black Hawk voou para o caminho de aproximação do CRJ-700, resultando em uma explosão de fogo, seguida pela queda de ambas as aeronaves no Rio Potomac, matando todos os 64 passageiros e tripulantes, e os três tripulantes do helicóptero.

## Galeria de fotos

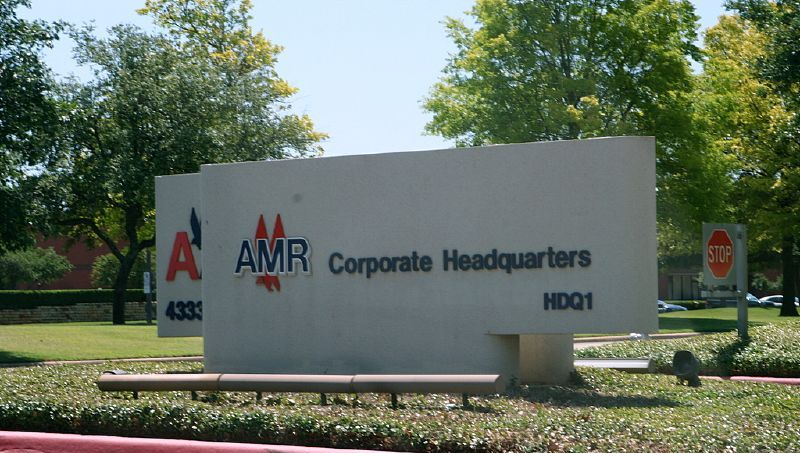
A sede da American Airlines em Fort Worth, Texas
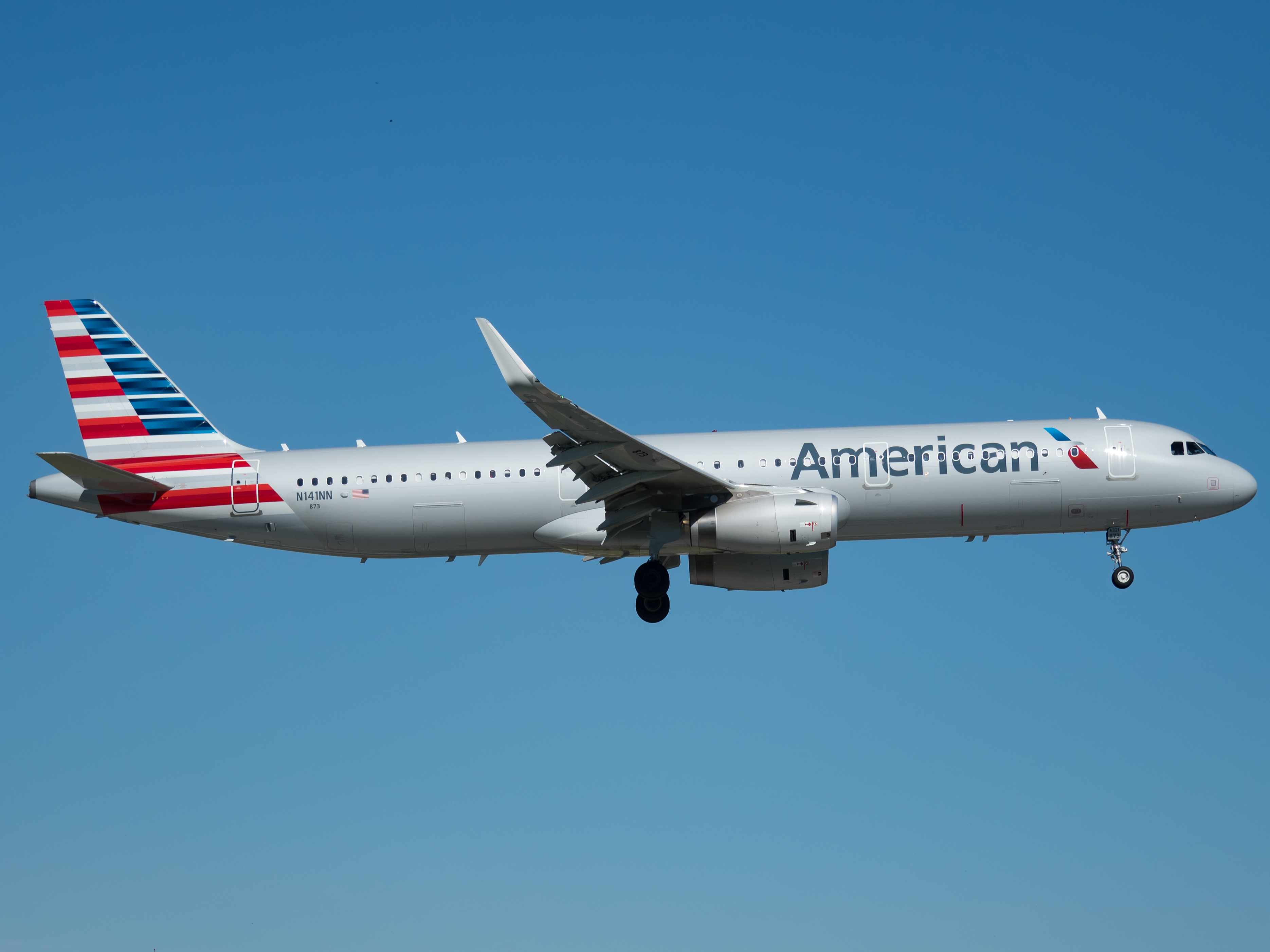
Airbus A321
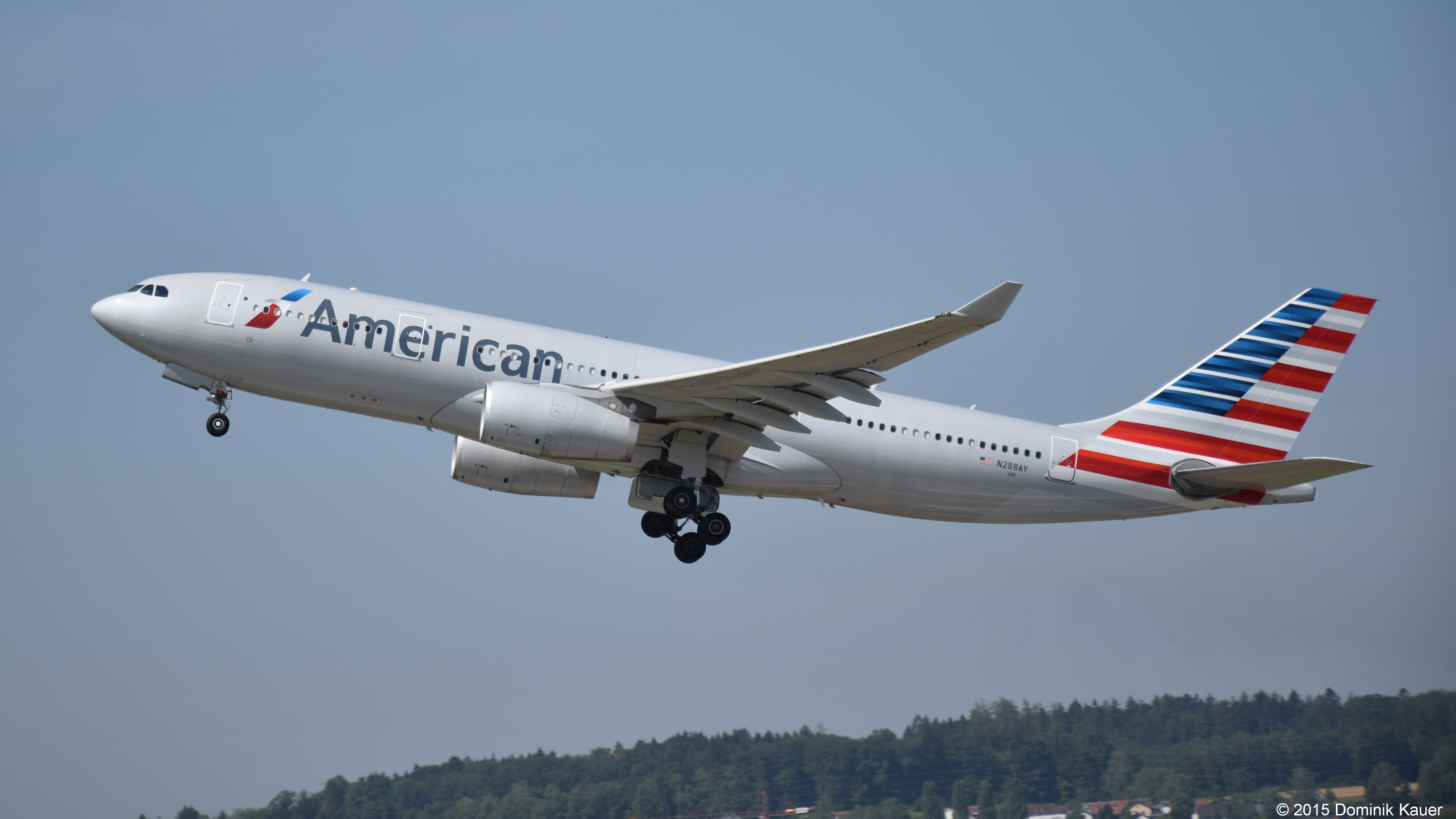
Airbus A330
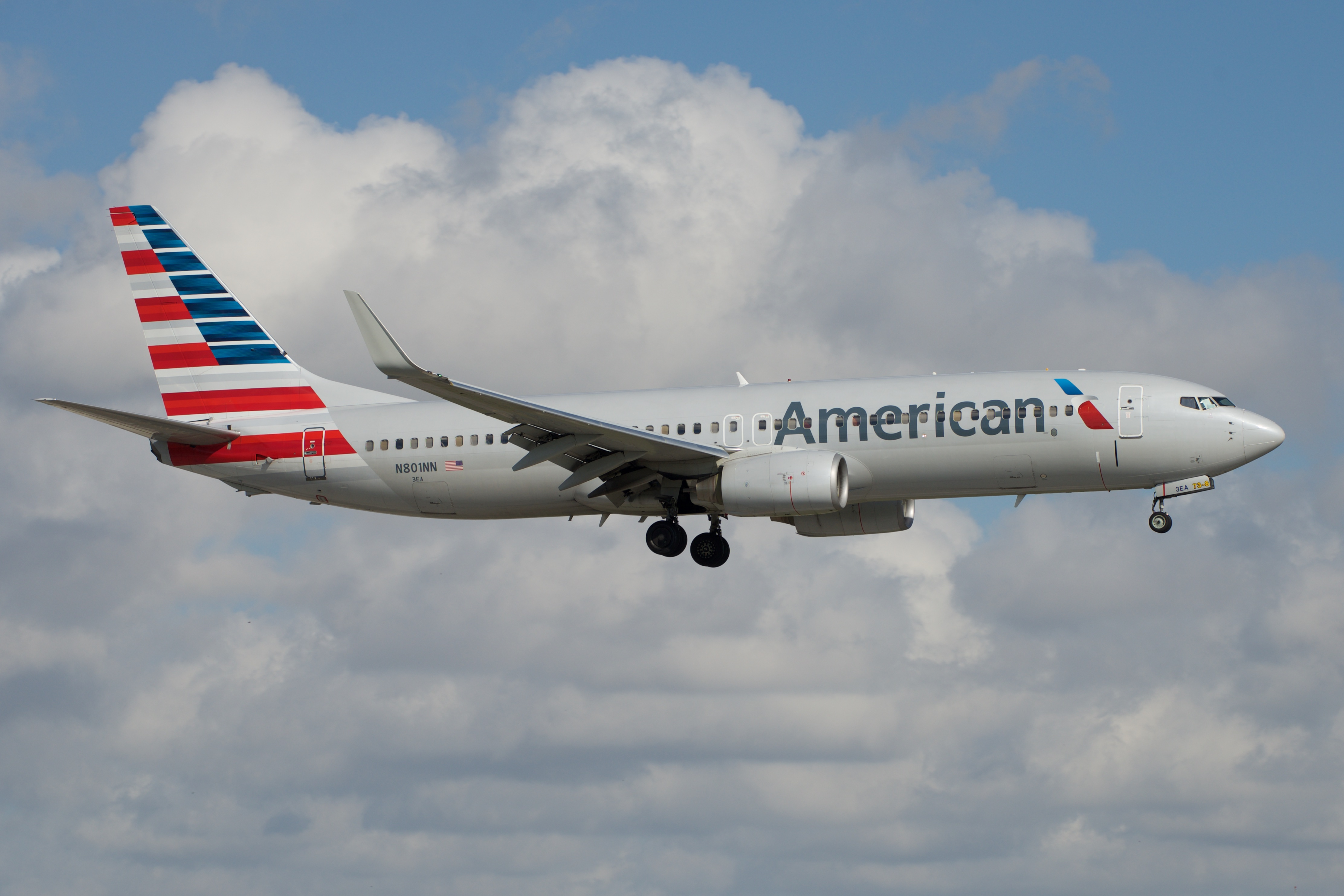
Boeing 737-800
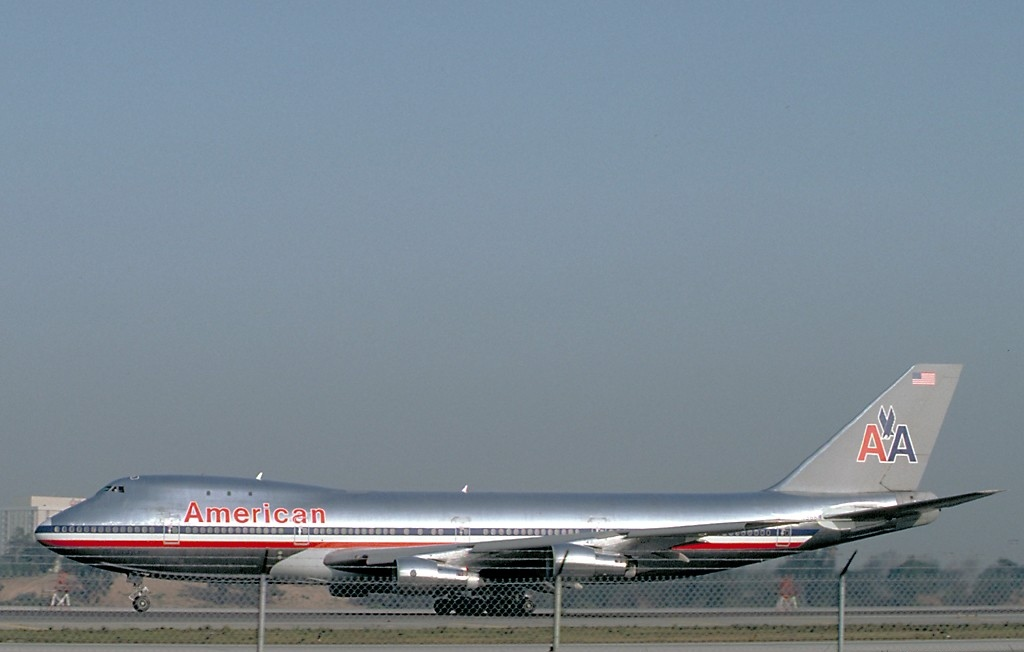
Boeing 747-100
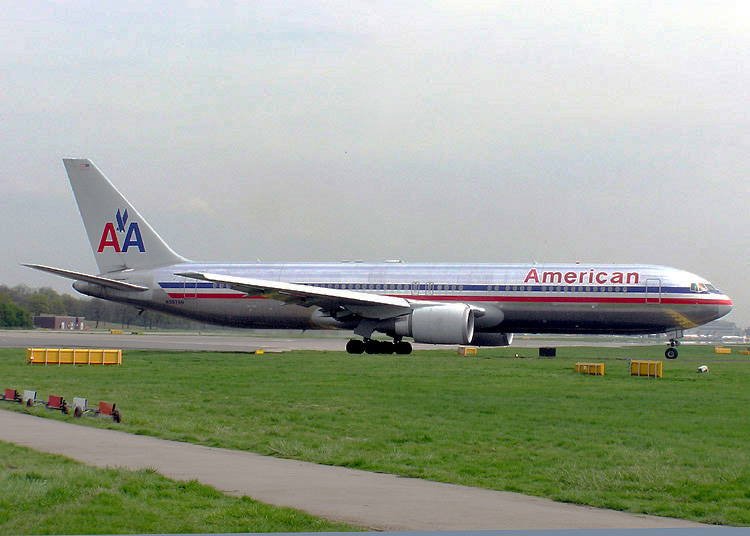
Boeing 767-300
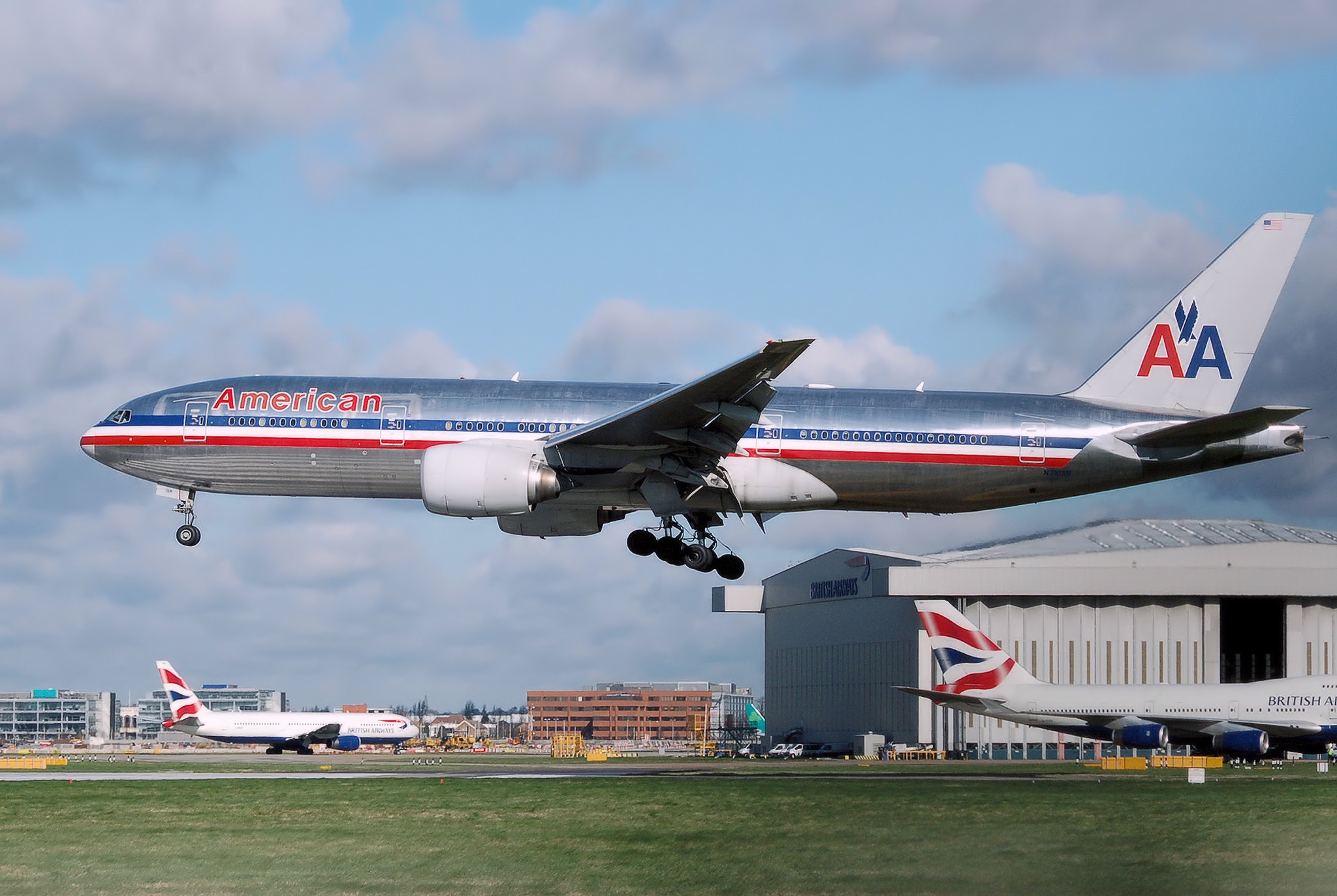
Boeing 777-200
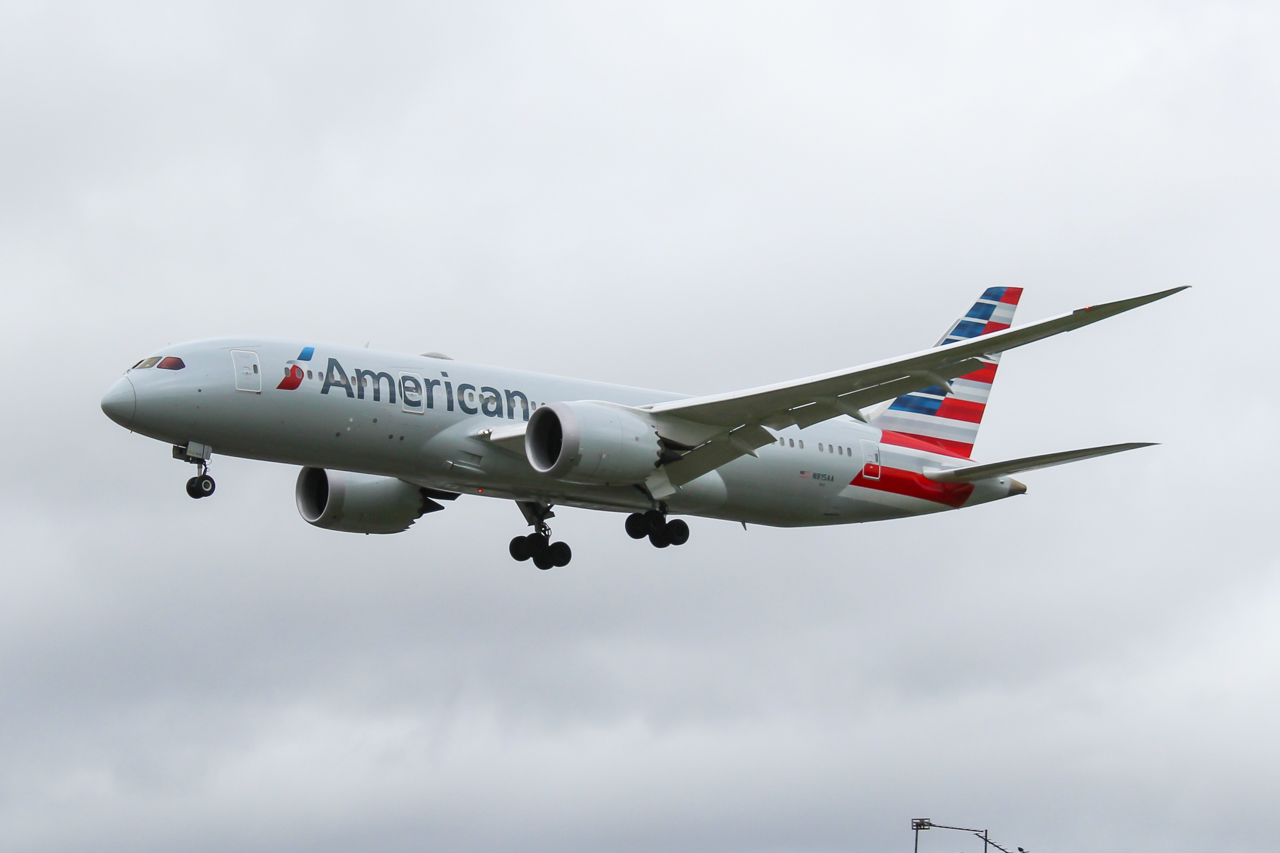
Boeing 787-8
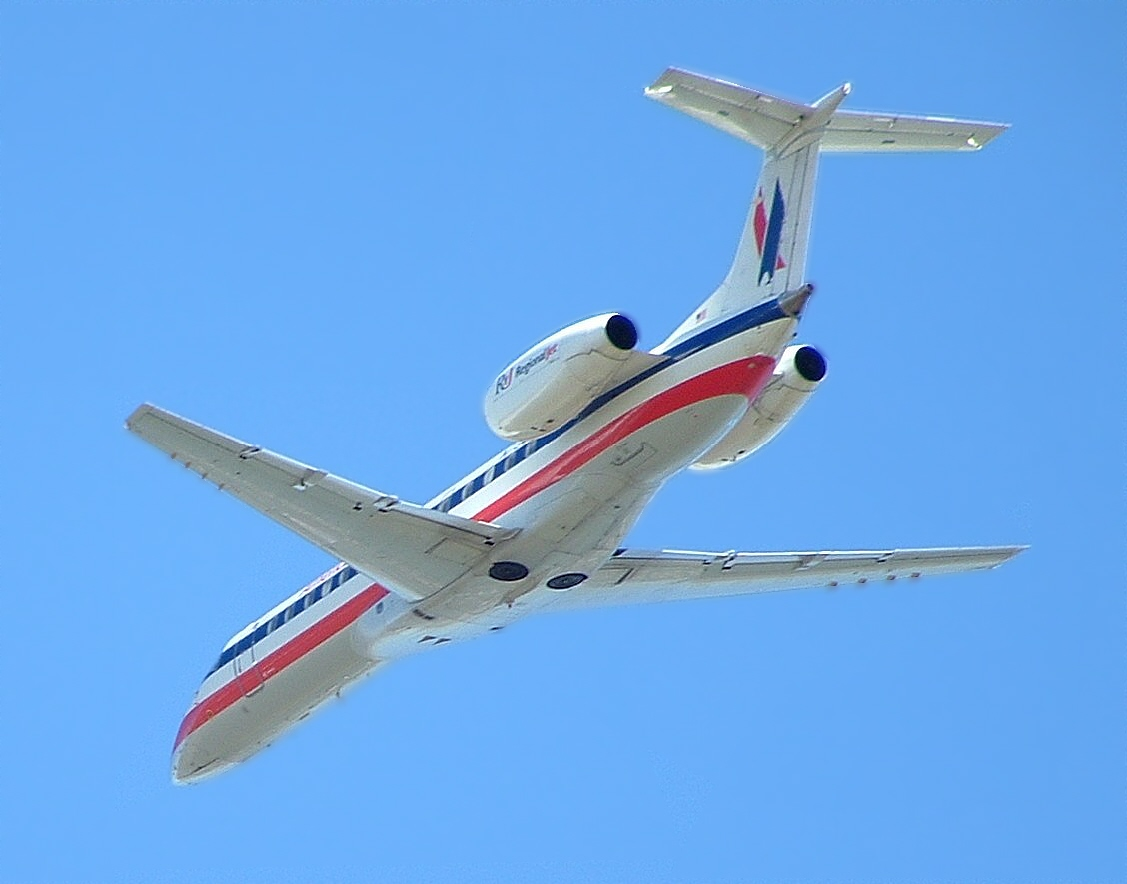
Embraer ERJ-145 da American Eagle
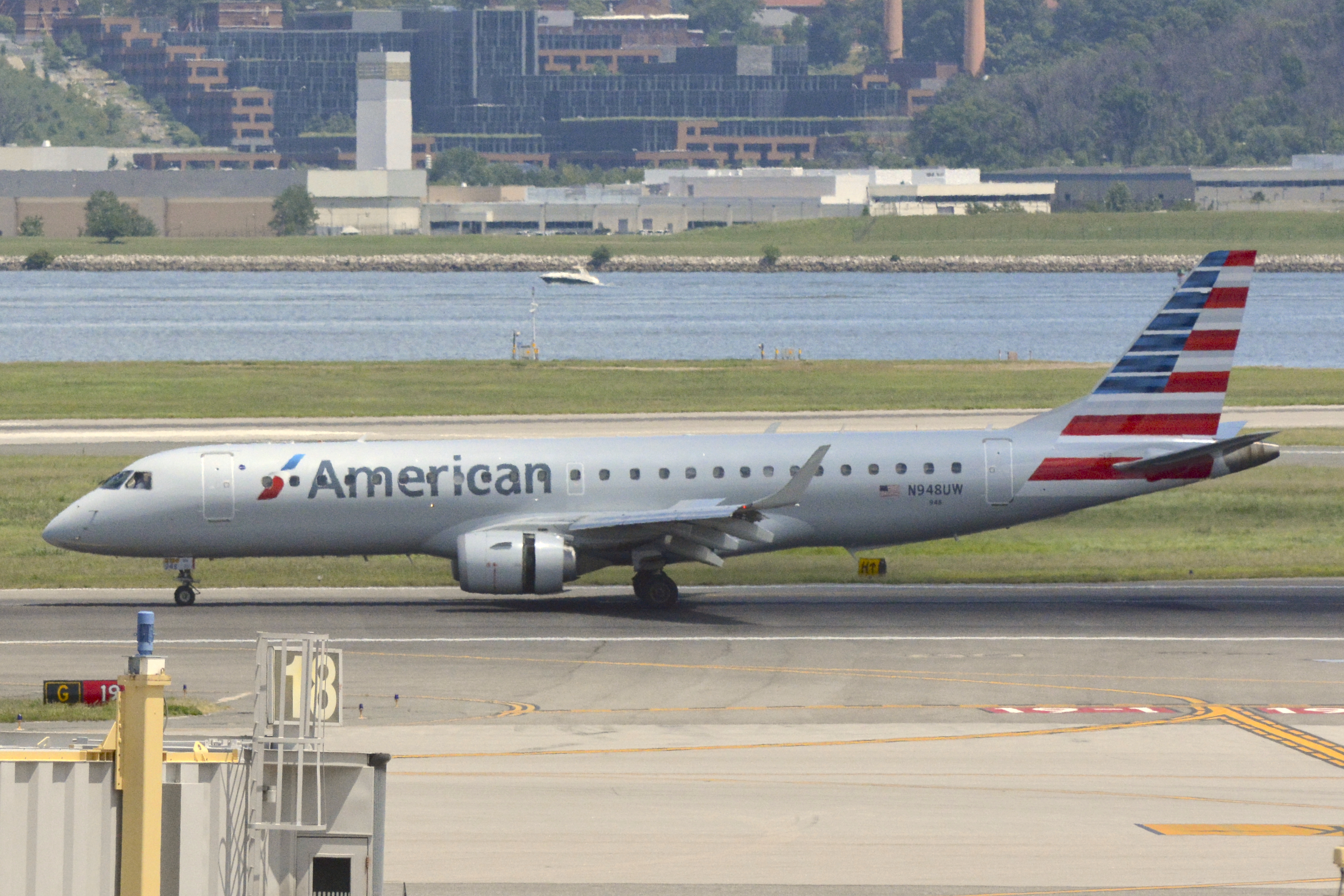
Embraer 190